# Helmut Heidinger
Helmut Heidinger (* 25. Oktober 1922 in Graz; † 12. Jänner 2004 in Leibnitz) war ein österreichischer Bankmanager und Politiker (ÖVP). Von 1983 bis 1988 amtierte er als Landesrat für Wirtschaft und Verkehr in der Steiermärkischen Landesregierung.

## Leben
Heidinger wuchs in Graz auf und legte im Jahr 1940 die Matura ab. Anschließend leistete er Kriegsdienst als Gebirgsjäger. Nach der Heimkehr aus der Kriegsgefangenschaft studierte er Volkswirtschaftslehre an der Karl-Franzens-Universität Graz und promovierte 1954 zum Doktor der Staatswissenschaften. Anschließend begann er eine Karriere im Bankwesen. Von 1975 bis 1981 war er Generaldirektor und von 1981 bis 1983 Präsident der Steiermärkischen Sparkasse.
Von 1966 bis 1983 vertrat er die Steirische Volkspartei im Landtag, dessen Dritter Präsident er 1969/70 auch war. Von 1983 bis zu seinem Ausscheiden aus der Landesregierung 1988 betreute er u. a. die Referate Gewerbe, Verkehr, Fremdenverkehr und Eisenbahnwesen. Seine Nachfolgerin in der Landesregierung war Waltraud Klasnic.
Heidinger, im Nebenerwerb Weinbauer in Leibnitz, war verheiratet und Vater von vier Kindern. In seiner steirischen Heimat war er führend im Alpenverein und in der evangelischen Kirche tätig.

## Auszeichnungen
- 1982: Großes Silbernes Ehrenzeichen für Verdienste um die Republik Österreich[3]